# Lindsaea napaea
Lindsaea napaea là một loài dương xỉ trong họ Lindsaeaceae. Loài này được Alderw. mô tả khoa học đầu tiên năm 1915.
Danh pháp khoa học của loài này chưa được làm sáng tỏ. 